# Автомагістраль M-1 (Пакистан)
Автомагістраль М-1 або автострада Ісламабад–Пешавар (урду اسلام آباد - پشاور موٹروے) — східно-західна автомагістраль у Пакистані, що з’єднує Пешавар з Ісламабад-Равалпінді.
Автомагістраль була побудована під час правління президента Первеза Мушаррафа вартістю 13 мільярдів рупій, і була відкрита у жовтні 2007 року. Вона має протяжність 155 км, з яких 88 у Хайбер-Пахтунхва та 67 в Пенджабі.

## Історія

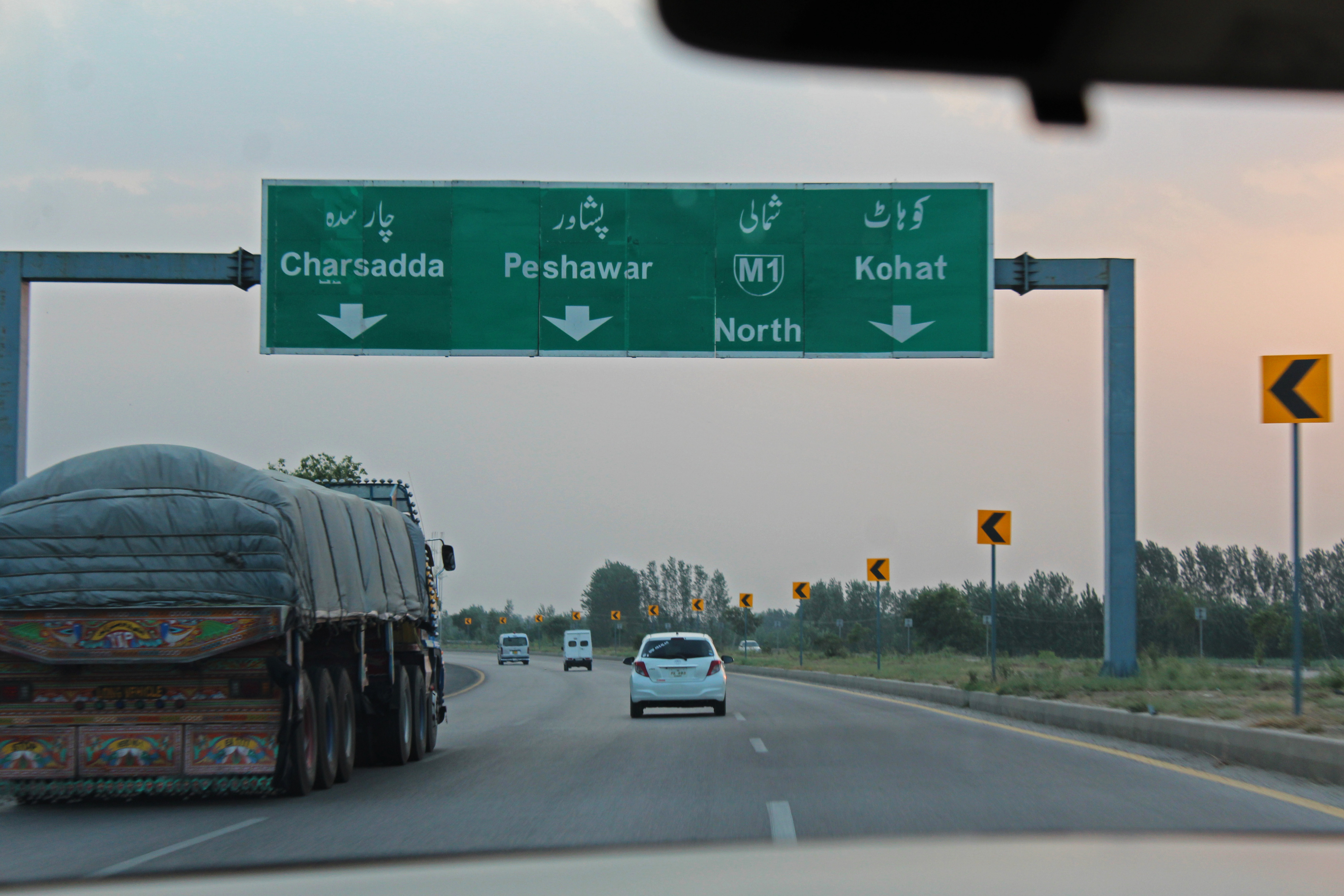
Автомагістраль М-1 на захід у напрямку Пешавару.

Роботи над M-1 були розпочаті під час правління Наваза Шаріфа в 1997 році, і контракт був укладений з турецькою компанією Bayindar. Однак робота була припинена після того, як його уряд був відправлений у відставку командувачем армії генералом Первез Мушарраф у жовтні 1999 року. Прогрес залишався дуже повільним, і між 1999 і 2003 роками було зроблено не дуже багато роботи.

## Маршрут

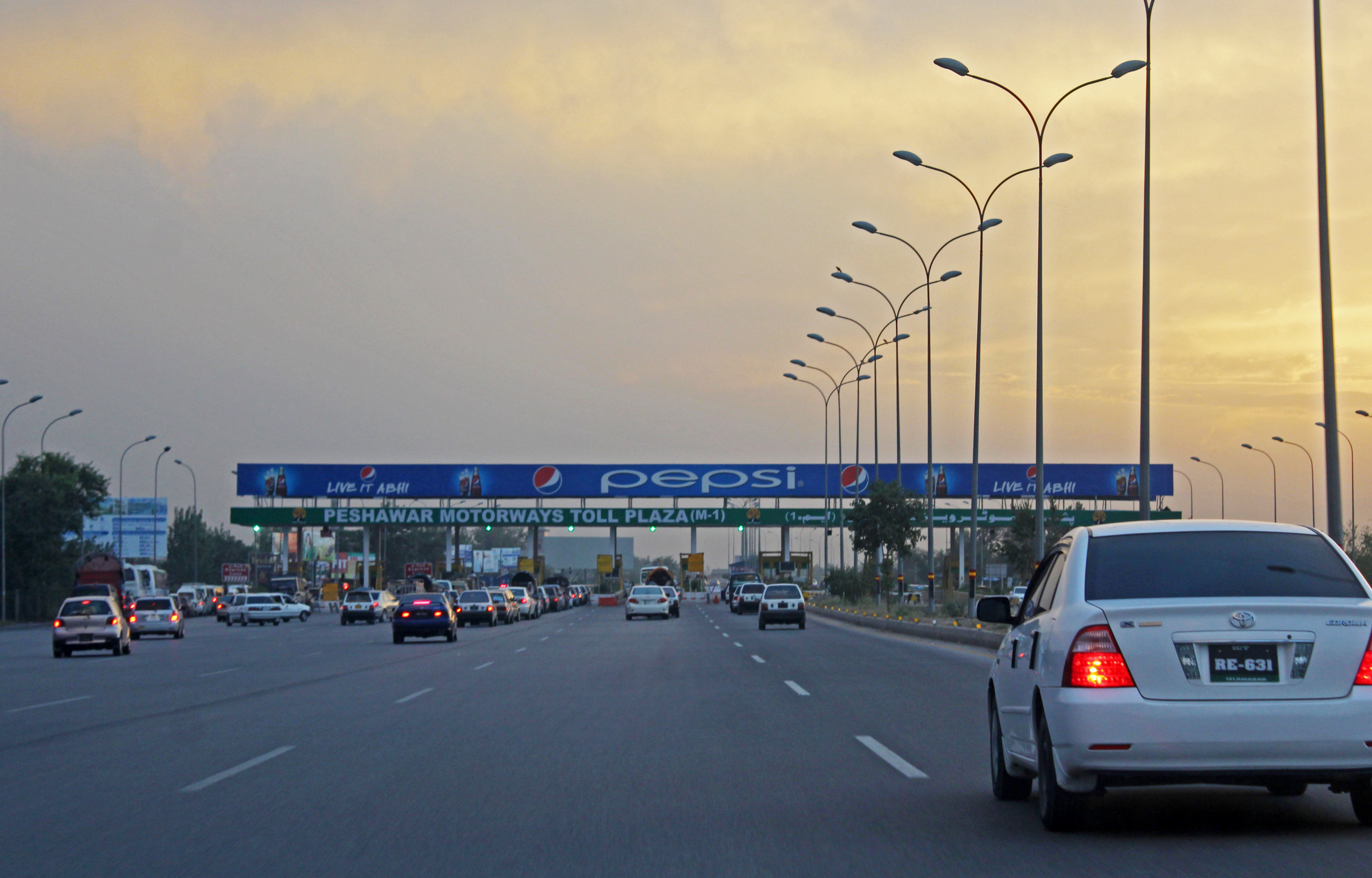
Платна зона М-1 Пешавар

M-1 бере початок на північний схід від Пешавара на перехресті з кільцевою дорогою Пешавара. Потім перетинає річку Кабул у східному напрямку, проминаючи міста Чарсадда, Рісалпур, Свабі та Рашакай, перш ніж перетнути річку Інд. M-1 залишає провінцію Хайбер-Пахтунхва і в'їжджає в провінцію Пенджаб, де проходить через Атток, Бурхан і Хасан-Абдал. М-1 закінчується біля Ісламабаду як продовження автомагістралі М-2.